# Hunger (Familienname)
Hunger ist ein deutscher und Schweizer Familienname.

## Namensträger

### Familienname
- Albert Hunger (1545–1604), deutscher Theologe
- Albin Hunger (1886–1958), deutscher Politiker
- Angelika Hunger (* 1952), deutsche Politikerin (Die Linke)
- Anton Hunger (* 1948), deutscher Schriftsteller
- Berthold Hunger (1879–1961), deutscher Maler und Zeichner
- Daniela Hunger (* 1972), deutsche Schwimmerin
- Diane Hunger (* 1983), deutsche klassische Saxophonistin und Pädagogin
- Egon Hunger (* 1926), deutscher Gebrauchsgrafiker
- Francis Hunger (* 1976), deutscher Medienkünstler
- Friedrich Wilhelm Tobias Hunger (1874–1952), niederländischer Botaniker und Wissenschaftshistoriker
- Fritz Hunger (1906–1996), deutscher Geodät
- Gerhart Hunger (1930–2012), deutscher Wirtschaftsprüfer und Politiker
- Hans-Helmut Hunger (1920–2014), deutscher Generalmusikdirektor
- Heiko Hunger (* 1964), deutscher Skispringer
- Heinrich Hermann Hunger, deutscher Amtsbaumeister in Glauchau
- Heinrich Maria Hunger (1907–1994), österreichischer Maler
- Heinz Hunger (Theologe) (1907–1995), deutscher Theologe und Sexualpädagoge
- Heinz Hunger (Politiker) (1938–2008), deutscher Politiker (SPD)
- Helmut Hunger (* 1940), deutscher Fußballspieler
- Herbert Hunger (Byzantinist) (1914–2000), österreichischer Byzantinist
- Herbert Hunger (Regisseur) (1923–2005), deutscher Filmregisseur, Trickfilmzeichner, Drehbuchautor, Maler und Kartograph
- Hermann Hunger (* 1942), deutscher Orientalist
- Horst Hunger (Jurist) (1902–1986), deutscher Bundesrichter
- Horst Arthur Hunger (1931–2018), deutscher Rechtsmediziner und Sportmediziner
- Horst Hunger (Schachspieler), deutscher Fernschachspieler
- Ilse Hunger (1910–1989), deutsche Widerstandskämpferin und Funktionshäftling im KZ Ravensbrück
- Ina Hunger (* 1965), deutsche Sportwissenschaftlerin und Hochschullehrerin
- Joachim Hunger (1957–1990), deutscher Regattasegler und Mediziner
- Johann Friedrich Hunger (1800–1837), deutscher Rechtswissenschaftler und Universitätsprofessor
- Karl Hunger (Pädagoge, 1818) (Karl Gottlob Hunger; 1818–1887), deutscher Pädagoge
- Karl Hunger (Pädagoge, 1889) (1889–1946), deutscher Germanist und Pädagoge
- Konrad Hunger (1955–2018), deutscher Bildhauer
- Martin Hunger (1893–1986), deutscher Maler
- Matthias Hunger (* 1977), deutscher Autor
- Max Hunger (1880–nach 1929), deutscher Architekt
- Richard Hunger (1911–1957), deutscher Geologe und Paläontologe
- Richard Hunger (Basketballspieler) (* 1959), kanadisch-deutscher Basketballspieler
- Robert Hunger-Bühler (* 1953), Schweizer Schauspieler
- Rudolf Hunger (1882–1964), deutscher Mathematiker, Lehrer und Schulrektor
- Sophie Hunger (eigentlich Emilie Welti; * 1983), Schweizer Sängerin und Komponistin
- Ulrich Hunger (* 1952), deutscher Germanist und Archivar
- Walter Hunger (Unternehmer) (1925–2008), deutscher Ingenieur und Unternehmer
- Walter Hunger (Bodenkundler) (1927–2015), deutscher Bodenkundler und Hochschullehrer
- Wolfgang Hunger (Rechtswissenschaftler) (1511–1555), deutscher Rechtswissenschaftler und Hochschullehrer
- Wolfgang Hunger (Segler) (* 1960), deutscher Segler und Orthopäde

### Fiktive Figuren
- Harry Hunger, Figur aus der Comedy-Sendung Voll daneben – Gags mit Diether Krebs